# Kill the DJ
«Kill the DJ» — дэнс-панк песня американской панк-рок-группы Green Day, выпущена в качестве второго сингла с их девятого студийного альбома ¡Uno! 14 августа 2012 года. Песня была записана в студии Jingletown в середине 2012 года, впервые была исполнена 6 августа 2012 года. Официальный клип вышел 4 сентября.

## Чарты
| Чарт (2012)                                | Макс позиция |
| ------------------------------------------ | ------------ |
| Австралия (ARIA)                           | 52           |
| Бельгия/Фландрия (Ultratip Bubbling Under) | 14           |
| Бельгия/Валлония (Ultratip Bubbling Under) | 24           |
| Южная Корея (Gaon International Chart)     | 12           |
| UK Singles Chart                           | 110          |